# Nivollet-Montgriffon
Nivollet-Montgriffon – miejscowość i gmina we Francji, w regionie Owernia-Rodan-Alpy, w departamencie Ain.

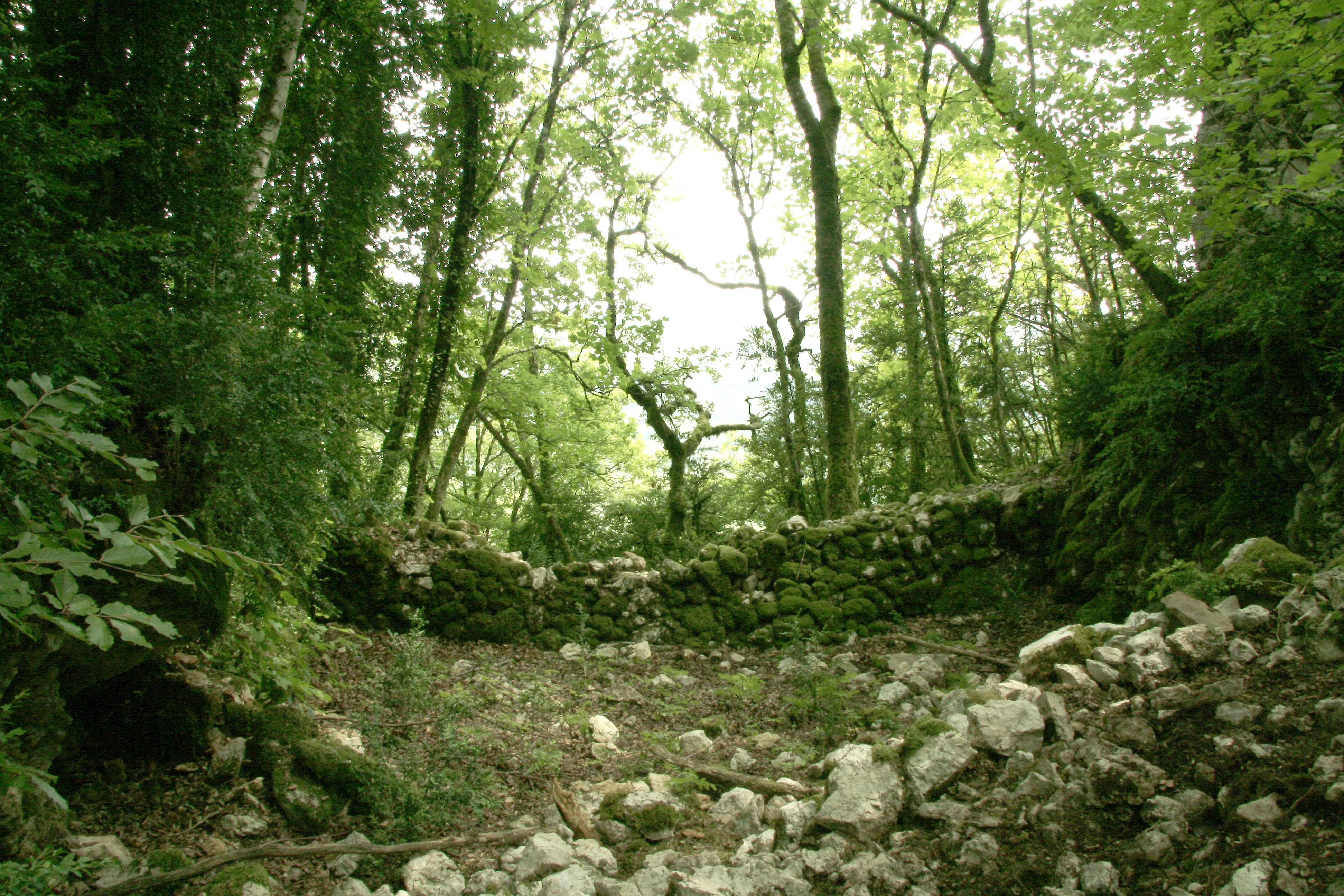
Fragmenty ruin Zamku Montgriffon (2011 r.)

## Demografia
Według danych na rok 1990 gminę zamieszkiwało 66 osób, a gęstość zaludnienia wynosiła 8 osób/km². W styczniu 2012 r. Nivollet-Montgriffon zamieszkiwało 128 osób, przy gęstości zaludnienia 15,5 osób/km².